# 빵카로드
빵카로드는 SBS F!L과 ENA 플레이가 공동으로 편성하고 있는 예능 프로그램이다. 해당 프로그램의 주제는 빵을 위주로 다루는 오락 프로그램이다. 출연진으로는 MC인 신현준이 유일하게 진행된다. 공식적인 슬로건으로는 빵과 함께하는 자동차 여행을 의미한다.

## 기획 의도
빵생빵사! 빵만으로 삼시세끼 가능한 사람 다 모여라! 맛있는 빵과 그 속의 사람 냄새를 찾아 떠나는 세상에서 가장 유쾌한 빵 투어. 그 지역만의 특색이 담겼거나 본인만의 이야기가 담긴 “빵”을 통해 여행 + 빵지순례가 함께 담긴 <빵 카 로 드>. 서로가 서로에게 위로가 되고, 힘이 돼야만 하는 지금~ 직접 가보지는 못하더라도, 고소한 “빵 내음”이 당신에게 위로가 될 것이다!

## 방송 시간
- SBS FiL : 매주 금요일 21시 00분
- NQQ[4] : 매주 금요일 21시 30분
- SBS MTV[5] : 매주 금요일 22시 00분
- SBS F!L UHD, skyUHD : 방송사 사정에 따라 유동적이며 이전 회차를 주로 편성함

## 후속 작품
후속 작품으로는 빵카로드 2가 있다. 소재는 전작인 빵카로드와 거의 같다.